# Амбер (шаховий турнір)
Шаховий турнір Амбер (офіційна назва Amber Rapid and Blindfold Chess Tournament, раніше Melody Amber) — був щорічним турніром за запрошеннями у якому брали участь гравці світової еліти. Він проводився від 1992 до 2011 року в Монте-Карло. Після першого турніру змагання стали унікальною комбінацією швидких шахів і шахів наосліп. Спонсором турніру був нідерландський бізнесмен і чемпіон світу з шахів за листуванням Йооп ван Оостером,
який назвав так турнір на честь своєї доньки. Цікаво, що на честь її сестри названо турнір з більярду Кришталевий кубок Келлі (англ. Crystal Kelly Cup).
Володимир Крамник є гравцем, який виграв найбільшу кількість титулів — 6 (станом на 2010 рік). Вішванатан Ананд — єдиний шахіст, який виграв і турнір зі швидких шахів і турнір з шахів наосліп в один і той самий рік (він зробив це двічі — у 1997 і 2005 роках). Найбільшу кількість турнірів зі швидких шахів виграв Ананд (9 разів), а шахів наосліп, відповідно, Крамник (9 разів).
Майже кожен із шахістів світової еліти брав участь у цьому турнірі, окрім Гаррі Каспарова. Єдиним гравцем, що грав у всіх двадцятьох змаганнях, є українець Василь Іванчук.

## Переможці
| #  | Рік  | Загальний залік                                       | Швидкі шахи                                 | Шахи наосліп                                                       |
| -- | ---- | ----------------------------------------------------- | ------------------------------------------- | ------------------------------------------------------------------ |
| 1  | 1992 | Василь Іванчук (Україна)                              |                                             | не проводився                                                      |
| 2  | 1993 | Любомир Любоєвич (Югославія)                          | Любомир Любоєвич                            | Вішванатан Ананд Анатолій Карпов                                   |
| 3  | 1994 | Вішванатан Ананд (Індія)                              | Вішванатан Ананд Володимир Крамник          | Вішванатан Ананд                                                   |
| 4  | 1995 | Анатолій Карпов (Росія)                               | Анатолій Карпов                             | Володимир Крамник                                                  |
| 5  | 1996 | Володимир Крамник (Росія)                             | Вішванатан Ананд Василь Іванчук             | Володимир Крамник                                                  |
| 6  | 1997 | Вішванатан Ананд (Індія)                              | Вішванатан Ананд                            | Вішванатан Ананд                                                   |
| 7  | 1998 | Олексій Широв (Латвія) Володимир Крамник (Росія)      | Василь Іванчук Олексій Широв                | Володимир Крамник                                                  |
| 8  | 1999 | Володимир Крамник (Росія)                             | Вішванатан Ананд                            | Володимир Крамник Олексій Широв Веселін Топалов                    |
| 9  | 2000 | Олексій Широв (Латвія)                                | Олексій Широв                               | Володимир Крамник                                                  |
| 10 | 2001 | Володимир Крамник (Росія) Веселін Топалов (Болгарія)  | Борис Гельфанд Володимир Крамник            | Веселін Топалов                                                    |
| 11 | 2002 | Олександр Морозевич (Росія)                           | Борис Гельфанд                              | Олександр Морозевич                                                |
| 12 | 2003 | Вішванатан Ананд (Індія)                              | Євген Барєєв                                | Володимир Крамник                                                  |
| 13 | 2004 | Олександр Морозевич (Росія) Володимир Крамник (Росія) | Вішванатан Ананд                            | Олександр Морозевич                                                |
| 14 | 2005 | Вішванатан Ананд (Індія)                              | Вішванатан Ананд                            | Вішванатан Ананд                                                   |
| 15 | 2006 | Вішванатан Ананд (Індія) Олександр Морозевич (Росія)  | Вішванатан Ананд                            | Олександр Морозевич                                                |
| 16 | 2007 | Володимир Крамник (Росія)                             | Вішванатан Ананд                            | Володимир Крамник                                                  |
| 17 | 2008 | Левон Аронян (Вірменія)                               | Левон Аронян                                | Левон Аронян Володимир Крамник Олександр Морозевич Веселін Топалов |
| 18 | 2009 | Левон Аронян (Вірменія)                               | Вішванатан Ананд Левон Аронян Гата Камський | Левон Аронян Магнус Карлсен Володимир Крамник                      |
| 19 | 2010 | Магнус Карлсен (Норвегія) Василь Іванчук (Україна)    | Магнус Карлсен Василь Іванчук               | Олександр Грищук                                                   |
| 20 | 2011 | Левон Аронян (Вірменія)                               | Магнус Карлсен                              | Левон Аронян                                                       |